# Zapovednik Dagestanski
Zapovednik Dagestanski (Russisch: Дагестанский государственный природный заповедник), is een strikt natuurreservaat gelegen in de republiek Dagestan in het uiterste zuidoosten van Europees Rusland. De oprichting tot zapovednik vond plaats op 9 januari 1987 per decreet (№ 6/1987) van de Raad van Ministers van de Russische SFSR. Het reservaat heeft een oppervlakte van 190,61 km² verdeeld over twee clusters. Ook werd er een bufferzone van 210,65 km² ingesteld.

## Deelgebied Kizljarbaai
Deelgebied Kizljarbaai (Кизлярский залив) is gelegen in rayon Taroemovski in het noordoosten van Dagestan, in de buurt van de monding van de rivier Koema. Het gebied omvat de estuaria, slikken en rietlanden aan de westkust van de Kaspische Zee. Verder bij de kust vandaan verandert het landschap in een halfwoestijn. De wateren van de Kizljarbaai worden bewoond door meer dan 70 vissoorten, waaronder zeer zeldzame soorten als slatdicksteur (Acipenser nudiventris) en Kaspische forel (Salmo caspius). Ook broeden er vele vogelsoorten in de baai, zoals de kroeskoppelikaan (Pelecanus crispus), dwergaalscholver (Microcarbo pygmeus), zwarte ibis (Plegadis falcinellus), steppevorkstaartplevier (Glareola nordmanni), jufferkraanvogel (Anthropoides virgo) en griel (Burhinus oedicnemus). De Kizljarbaai wordt door Birdlife International aangemerkt als Important Bird Area (IBA), wat inhoudt dat het gebied van internationaal belang is voor zeldzame en bedreigde vogels.

## Deelgebied Barchan Sarykoem
Deelgebied Barchan Sarykoem (Сарыкумские барханы) is gelegen in rayon Koemtorkalinski, circa 18 kilometer ten noordwesten van de regionale hoofdstad Machatsjkala, aan de linkeroever van de rivier Sjoera-Ozen. Het gebied bestaat uit een binnenlands stuifduinmassief, dat aan de voet begroeid is met bomen en struikgewas. Langs de Sjoera-Ozen bevinden zich steppegemeenschappen, droogteminnende struiken en bomen, rotsen en spaarzaam begroeide zandsteppen. In Barchan-Sarykoem zijn meer dan 350 soorten vaatplanten vastgesteld, waaronder zeldzame soorten als Calligonum aphyllum, Isatis sabulosa, Astragalus lehmannianus, Iris acutiloba en Colchicum laetum. Vogelsoorten die er voorkomen zijn onder meer de keizerarend (Aquila heliaca), steppearend (Aquila nipalensis), arendbuizerd (Buteo lagopus), monniksgier (Aegypius monachus), vale gier (Gyps fulvus), balkansperwer (Accipiter brevipes), kleine torenvalk (Falco naumanni), kleine trap (Tetrax tetrax), oehoe (Bubo bubo), groene bijeneter (Merops persicus) en vele anderen. Ook Barchan Sarykoem is door Birdlife International aangemerkt als IBA.